# Autoritratto di nudo

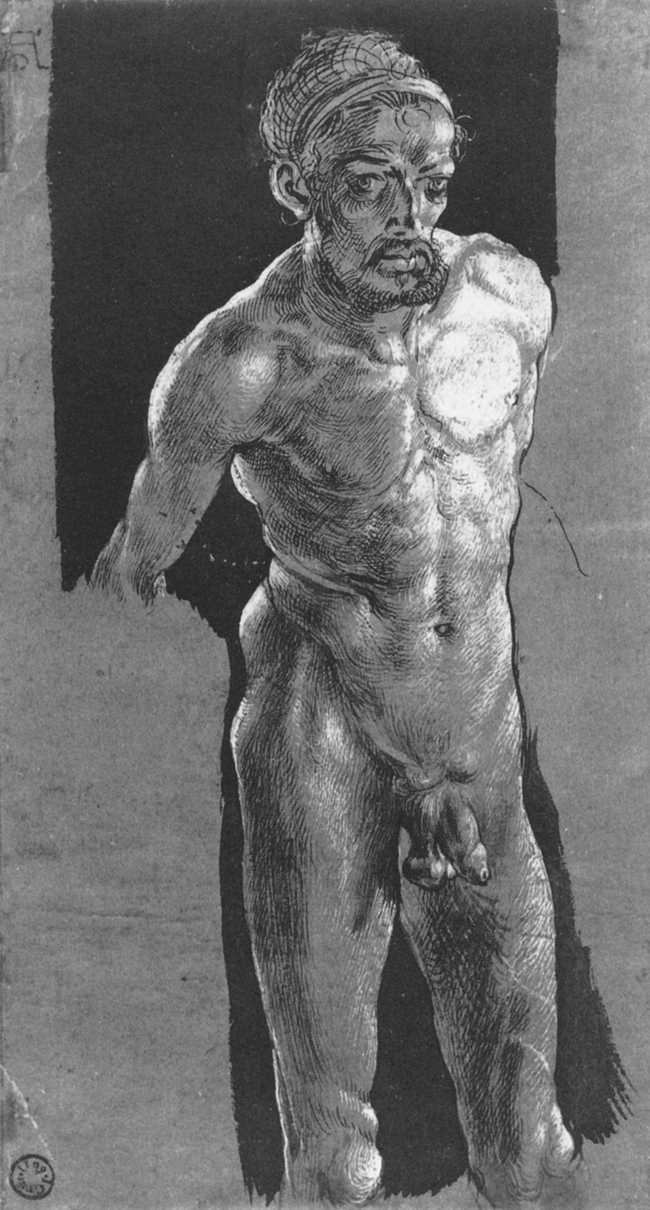
Albrecht Dürer, Autoritratto nudo, 1500-1512 circa

Un autoritratto di nudo è un'opera artistica o personale, che può essere un dipinto, un disegno o una fotografia, avente come soggetto il suo autore senza vestiti.

## Descrizione
L'autoritratto di nudo è una variante dell'autoritratto e ritrae un nudo artistico. I motivi della realizzazione di queste opere sono vari: in alcuni casi si tratta di una forma di autocoscienza dell'artista volta ad indagare sé stesso; in altri l'artista vuole mostrare la propria fragilità o i propri sentimenti.
L'opera non deve per forza trattarsi di un nudo totale, ma può anche trattarsi di un nudo parziale, come per alcuni autoritratti di Carlo Levi, che si dipinse a dorso nudo, o per quello di Louis Finson, dal petto semiscoperto.

## Storia

### Origini

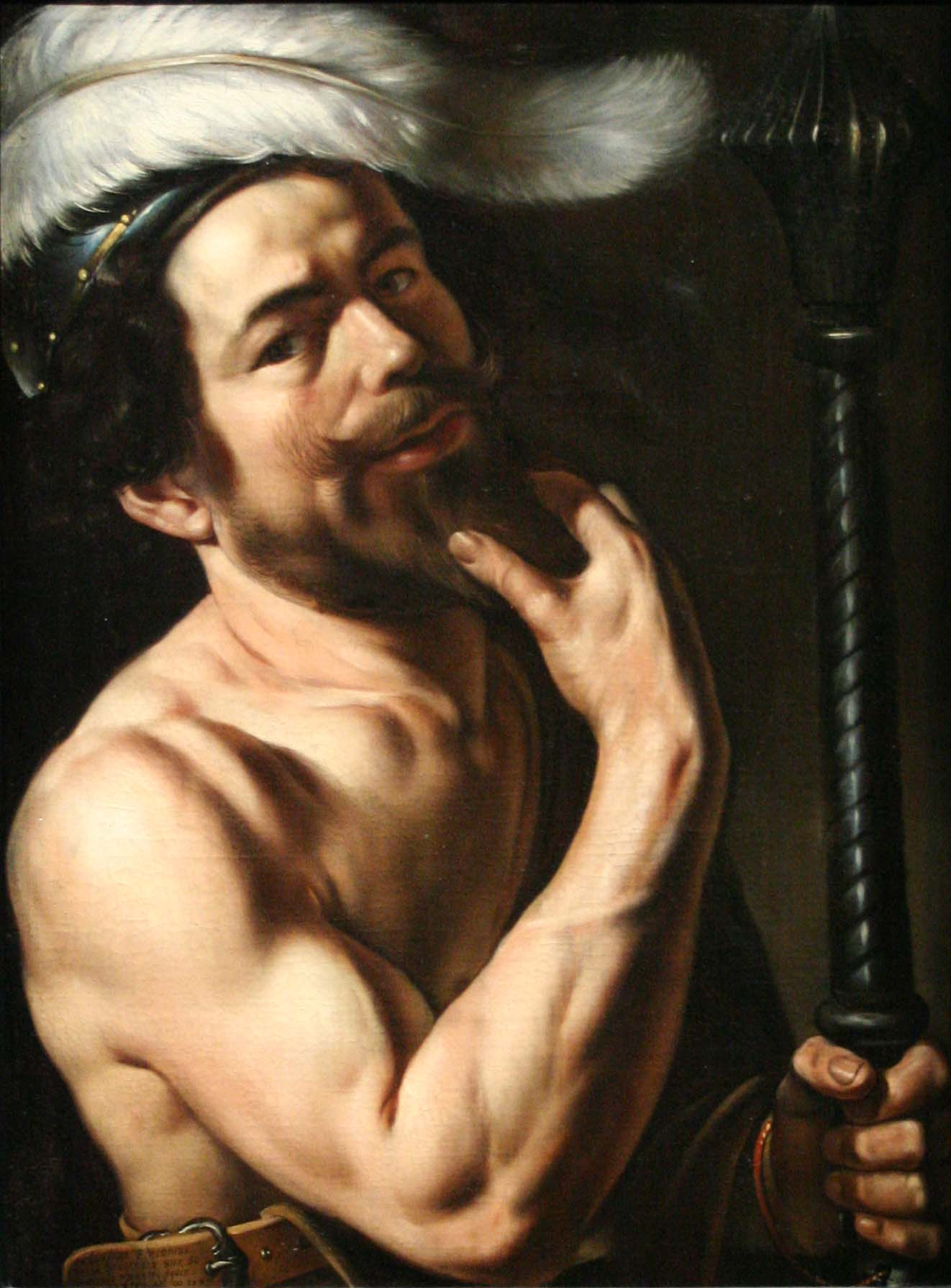
Louis Finson, Autoritratto, 1613

Il primo autoritratto di nudo è considerato quello realizzato tra il 1500 e il 1512 dall'incisore tedesco Albrecht Dürer. Si tratta di un disegno realizzato a pennello su carta preparata che ritrae l'artista svestito in piedi. Intorno al 1522, all'età di 50 anni, egli realizzò il suo Autoritratto come uomo dei dolori, identificandosi come un Cristo a torso nudo che tiene nelle sue mani gli strumenti del suo supplizio.
Nel diciassettesimo secolo, nel 1613, il pittore fiammingo Louis Finson si autorappresentò come Davide, con parte del busto scoperto, partendo da un autoritratto caravaggesco. Il volto di Artemisia Gentileschi richiama quello dei soggetti di molti dei suoi quadri degli anni 1610-1620 nei quali l'eroina è nuda. Jennifer Higgie ritiene che, per il dipinto Susanna e i vecchioni realizzato all'età di 17 anni, Artemisia si sia ispirata al proprio corpo; tuttavia non esiste una prova incontestabile di queste opere come autoritratti, così come per la celebre Allegoria della pittura del 1638-1639. Si ritiene inoltre che un altro autoritratto senza veli della pittrice sia l'Allegoria dell'Inclinazione, che alla fine del diciassettesimo secolo venne coperta da alcuni veli dipinti dal Volterrano su ordine di Lionardo Buonarroti, proprietario dell'opera, per coprirne la nudità.

### XX secolo

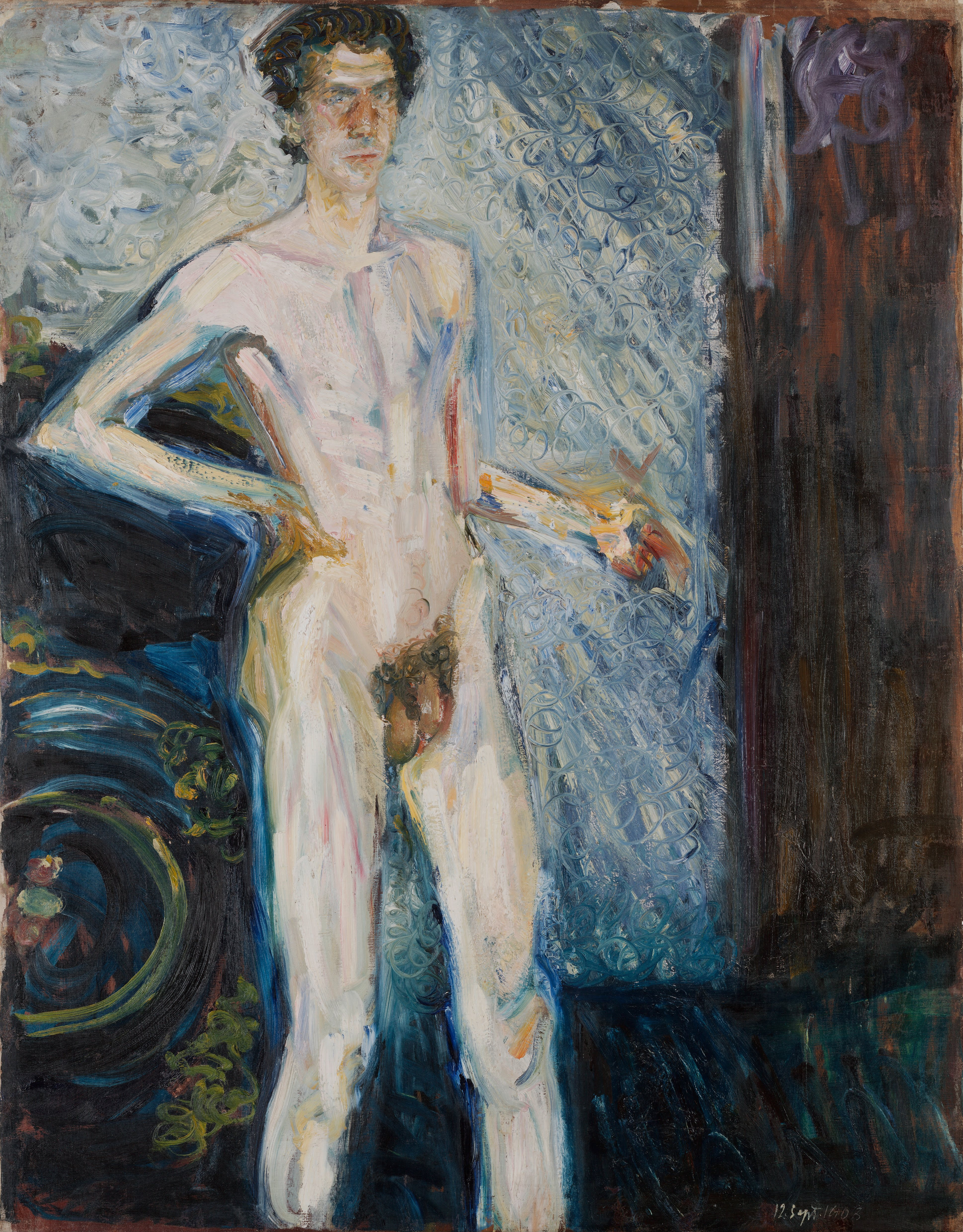
Richard Gerstl, Autoritratto con tavolozza, 1908

Se il tema del nudo è stato trattato molto fin dalle origini dell'arte, dopo gli autoritratti dureriani, eccetto per qualche raro esempio (all'inizio del diciannovesimo secolo, una volta il pittore nazareno Victor Emil Janssen si era rappresentato a torso nudo davanti al proprio cavalletto, in una composizione dall'aria intima) nei secoli successivi il genere scomparve e riapparve solo agli albori del XX secolo, quando molti autoritratti di nudo vennero dipinti dai pittori austriaci Egon Schiele e Richard Gerstl. Gerstl e Schiele si dipinsero completamente ignudi, talvolta in delle pose provocanti, a volte oscene, per esprimere il loro rapporto complesso con la sessualità e, più in generale, con l'esistenza. Morirono rispettivamente all'età di 25 e 28 anni, e Gerstl si suicidò impiccandosi davanti uno specchio qualche mese dopo aver dipinto un suo autoritratto nudo.

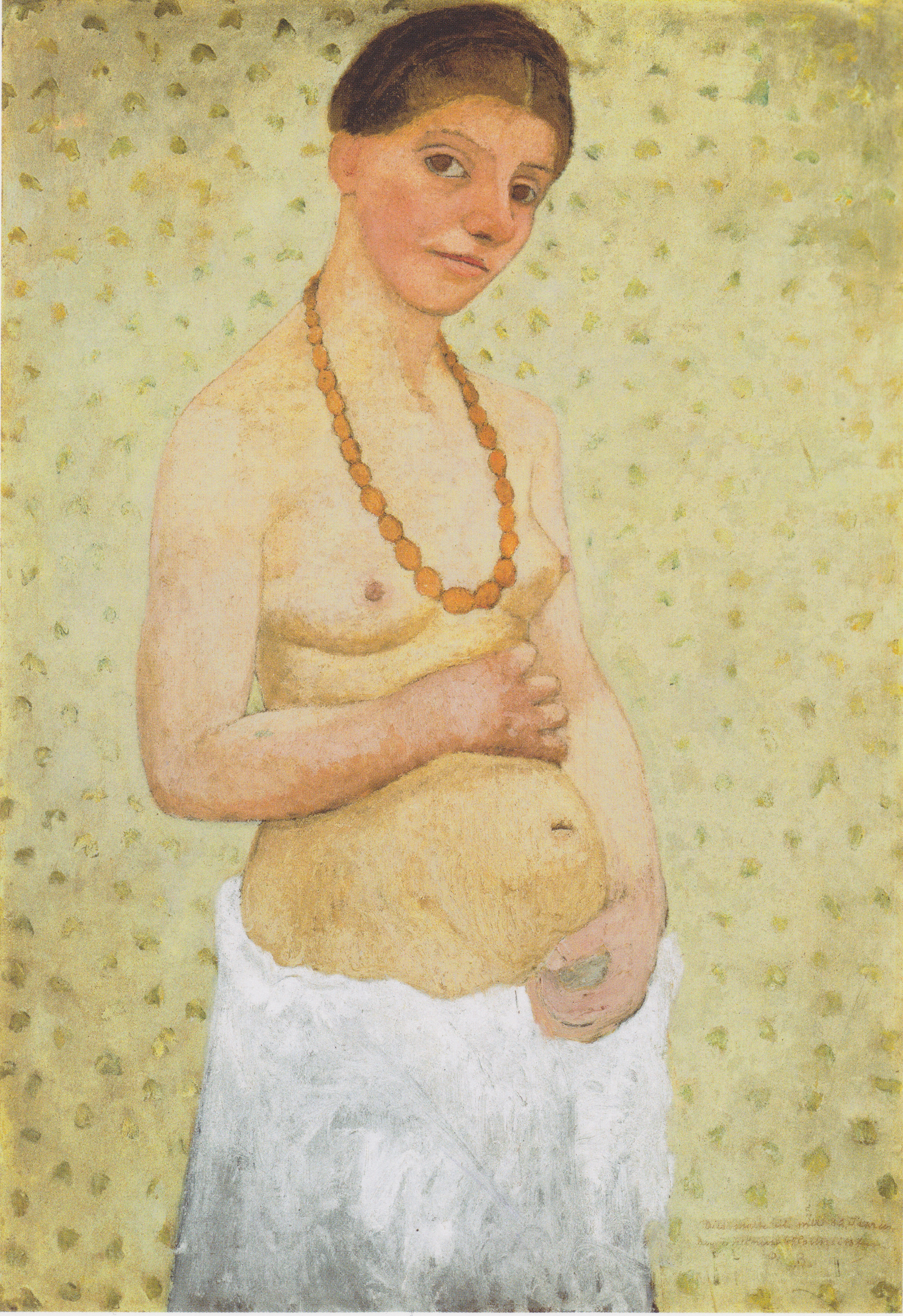
Paula Modersohn-Becker, Autoritratto per il sesto anniversario di matrimonio, 1906

Sempre in quegli anni, il genere cominciò ad essere ripraticato anche dalle donne. Prima ancora di Schiele e Gerstl, una delle prime fu Jacqueline Marval con L'Odalisque au guépard del 1900 e Les Odalisques (1902-1903), dove si riconosce il viso con gli occhi a mandorla della giovane artista. Nel 1906, in un'epoca ancora dettata dal pudore, Paula Modersohn-Becker si ritrasse a petto nudo e incinta (nonostante non aspettasse alcun bambino) nel suo Autoritratto per il sesto anniversario di matrimonio. Nel 1909, Suzanne Valadon si ritrasse in piedi e in costume evitico in Adamo ed Eva, assieme al suo amante. Altre artiste che seguirono furono Nasta Rojc nel 1909, Florine Stettheimer nel 1915, Émilie Charmy negli anni 1910 e 1920, e Nahui Olin, sola o con i suoi amanti.
Anche l'artista tedesca Anita Rée realizzò vari autoritratti. Di origine ebraica e dalla sensibilità fragile, ebbe difficoltà a far fronte con l'ascesa del nazismo nel suo paese. Nel 1929, la sua nudità esprime i suoi sentimenti di fragilità e di impotenza, con un braccio che copre pudicamente il petto mentre l'altro sostiene la testa, e lo sguardo trasmette il suo sgomento. Disperata, l'artista avrebbe posto fine ai suoi giorni quattro anni dopo, quando i nazisti presero il potere. Altri celebri autoritratti di nudo femminile parziale della prima metà del Novecento sono l'Autoritratto come una tahitiana di Amrita Sher-Gil e alcune opere di Frida Kahlo. 
Alla fine del secolo, il pittore britannico Lucian Freud venne riconosciuto come un grande maestro del nudo e i suoi autoritratti, in particolare quelli dipinti dal 1985 al 1993 e oggi conservati in delle collezioni private, fecero scalpore. Egli e un altro pittore britannico molto influente, Stanley Spencer, si rappresentarono nudi, adoperando entrambi uno stile molto impastato per indicare meglio l'aspetto fisico e carnale del corpo. Al contrario, è un nudo molto pudico e distante quello che il peruviano Herman Braun-Vega fece della sua coppia. In primo piano la coppia è vestita, mentre dietro, poggiato su un cavalletto, si trova il quadro ancora in fase di completamento della coppia nuda. Attraverso questo collocamento in una tela dentro una tela, il nudo resta in qualche modo virtuale, una "finzione pittorica".

### XXI secolo
All'inizio del secolo successivo, la britannica Jenny Saville gioca sulle proporzioni e adotta dei formati molto grandi per esprimere la propria obesità attraverso uno sguardo critico nei confronti dei canoni estetici. Con un obiettivo simile, la femminista israeliana Ora Ruven si rifà alla storia dell'arte per mostrare un confronto tra il proprio corpo e quello della Venere di Botticelli. Negli anni tra il 2012 e il 2014, la pittrice francese Angélique Bègue, nata nel 1970, realizzò una serie di autoritratti, in alcuni dei quali si dipinse come un'odalisca.
Nel XXI secolo, con la diffusione delle macchine fotografiche o dei telefoni cellulari, ebbe origine il fenomeno dei selfie, un tipo di autoritratto fotografico realizzato per essere condiviso sulle reti sociali. Ciò ha portato anche alla nascita dei cosiddetti selfie di nudo, spesso realizzati da delle celebrità, come Emily Ratajkowski e Lea Michele. Tuttavia, la differenza tra un selfie di nudo e un autoritratto fotografico di nudo sta nel fatto che il primo è privo di intenzioni puramente artistiche ed è realizzato al solo scopo di essere pubblicato nei servizi di reti sociali, e quindi non può considerarsi un'opera d'arte vera e propria.

## Galleria d'immagini

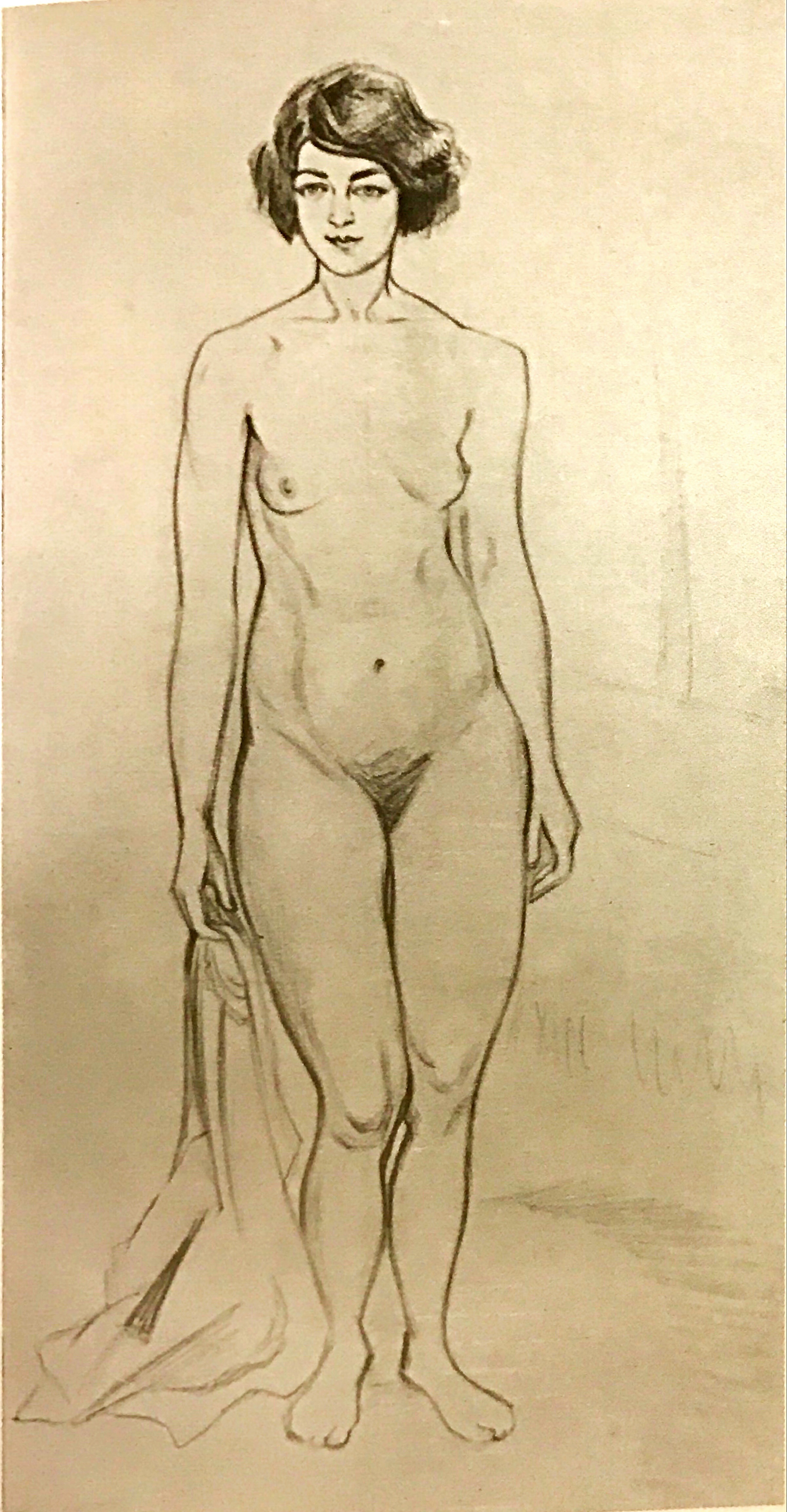
Ol'ga Vladimirovna Rozanova, Autoritratto, 1914
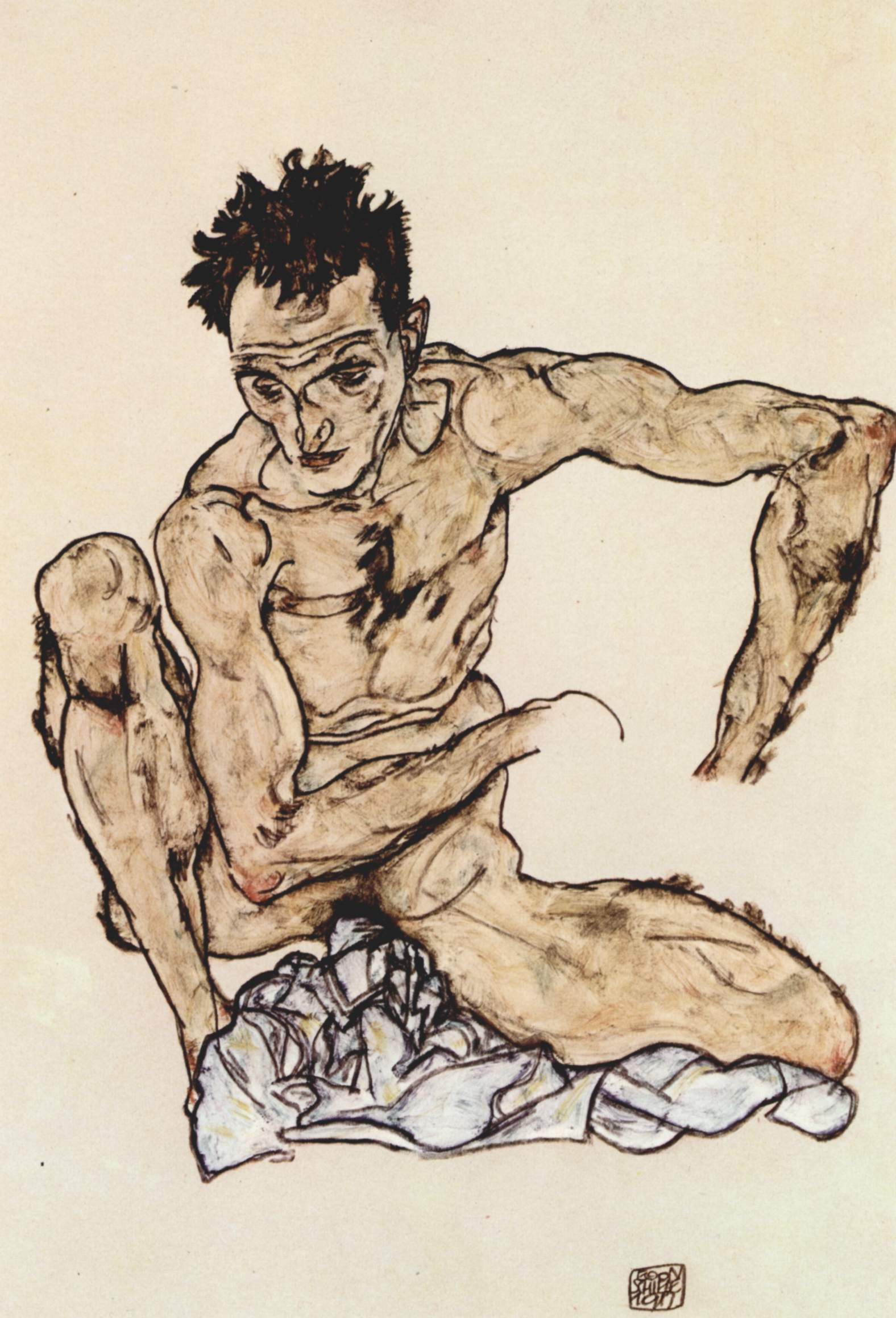
Egon Schiele, Autoritratto, 1917
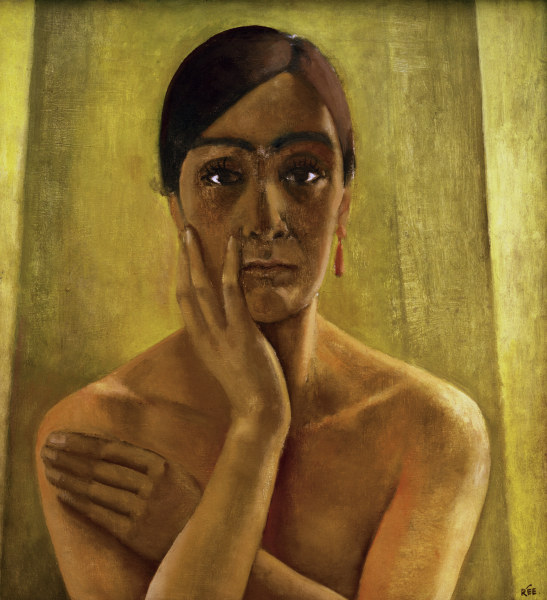
Anita Rée, Autoritratto, 1929
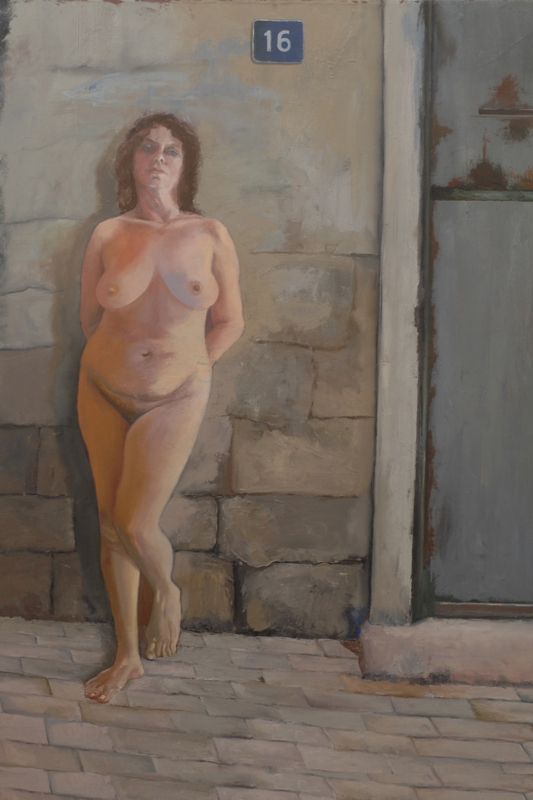
Ora Ruven, Autoritratto, 2009